# Raiamas moorii
Raiamas moorii е вид лъчеперка от семейство Шаранови (Cyprinidae).

## Разпространение
Видът е разпространен в Бурунди, Руанда и Танзания.